# Zhao Xintong
Zhao Xintong (n. 3 aprilie 1997, Xi'an, Republica Populară Chineză) este un jucător chinez de snooker. În 2021, a câștigat Campionatul Regatului Unit, trecând în finală cu 10-5 de Luca Brecel, iar în 2025 a devenit primul chinez campion mondial la snooker.
A disputat semifinala Campionatului Chinei din 2018, pierzând 4-6 contra lui Mark Selby. 
S-a perfecționat și la Sheffield în Anglia.
În ianuarie 2023, organul de conducere al sportului l-a suspendat pe Zhao ca parte a unei investigații privind aranjarea de meciuri care a implicat zece jucători chinezi. Ulterior, el a fost acuzat că a fost implicat în aranjarea meciurilor din World Snooker Tour și de pariuri pe snooker. În urma unui tribunal disciplinar independent, Zhao a primit interdicție de la competiția profesionistă până la 1 septembrie 2024.
În urma interdicției, Zhao a concurat în circuitul Q Tour, care servește drept cale de calificare pentru circuitul profesionist. A câștigat patru turnee la rând în Q Tour între octombrie 2024 și ianuarie 2025 asigurându-și astfel primul loc în clasamentul Q Tour Europe și astfel revenirea în competițiile profesioniste pentru sezonul 2025-2026. A devenit primul jucător care a reușit un break maxim în circuitul Q Tour, realizând această performanță de două ori, în turneele 3 și 4.
Din postura de amator, a intrat în 2025 în primul tur al calificărilor pentru Campionatul Mondial. După ce a câștigat patru meciuri de calificare pentru a ajunge pe tabloul principal, l-a învins în primul tur pe finalistul ediției precedente, Jak Jones, apoi trecut de Lei Peifan și Chris Wakelin și a ajuns în semifinale unde l-a învins pe Ronnie O'Sullivan cu 17-7, iar în finală s-a impus în fața lui Mark Williams cu 18-12, câștigând primul său titlu mondial, al doilea titlu Triple Crown și al treilea titlu într-un turneu de clasament. Performanța sa la Campionatul Mondial a însemnat că va intra în sezonul 2025-2026 direct pe locul 11 în clasamentul mondial și își va păstra punctele obținute, în loc să fie în afara Top 64 și cu zero puncte, ca orice jucător proaspăt devenit profesionist.

## Finalele carierei

### Turnee de clasament: 3 (3 titluri)
| Legendă                          |
| -------------------------------- |
| Campionatul Mondial (1–0)        |
| Campionatul Regatului Unit (1–0) |
| Altele (1–0)                     |

| Rezultat | Nr. | An   | Turneu                     | Adversar în finală | Scor  |
| -------- | --- | ---- | -------------------------- | ------------------ | ----- |
| Campion  | 1.  | 2021 | Campionatul Regatului Unit | Luca Brecel        | 10–5  |
| Campion  | 2.  | 2022 | Mastersul German           | Yan Bingtao        | 9–0   |
| Campion  | 3.  | 2025 | Campionatul Mondial        | Mark Williams      | 18–12 |

### Turnee Pro-Am: 1 (1 titlu)
| Rezultat | Nr. | An   | Turneu                | Adversar în finală | Scor |
| -------- | --- | ---- | --------------------- | ------------------ | ---- |
| Campion  | 1.  | 2017 | Jocurile Asiei Indoor | Hossein Vafaei     | 4–2  |

### Turnee pe echipe: 2 (1 titlu)
| Rezultat | Nr. | An   | Turneu                | Echipă                              | Adversar(i) în finală                       | Scor |
| -------- | --- | ---- | --------------------- | ----------------------------------- | ------------------------------------------- | ---- |
| Finalist | 1.  | 2017 | CVB Snooker Challenge | China                               | Marea Britanie                              | 9–26 |
| Campion  | 1.  | 2018 | Macau Masters         | Barry Hawkins Ryan Day Zhou Yuelong | Mark Williams Joe Perry Marco Fu Zhang Anda | 5–1  |

### Turnee de amatori: 6 (4 titluri)
| Rezultat | Nr. | An   | Turneu                             | Adversar în finală   | Scor |
| -------- | --- | ---- | ---------------------------------- | -------------------- | ---- |
| Finalist | 1.  | 2013 | Campionatul Mondial de Amatori     | Zhou Yuelong         | 4–8  |
| Finalist | 2.  | 2015 | Campionatul Mondial de Amatori (2) | Pankaj Advani        | 6–8  |
| Campion  | 1.  | 2024 | Q Tour Event 3                     | Craig Steadman       | 4–3  |
| Campion  | 2.  | 2024 | Q Tour Event 4                     | Ryan Davies          | 4–1  |
| Campion  | 3.  | 2024 | Q Tour Event 5                     | Ryan Thomerson       | 4–2  |
| Campion  | 4.  | 2025 | Q Tour Event 6                     | Ehsan Heydari Nezhad | 4–1  |